# Typhlodromus corticis
Typhlodromus corticis är en spindeldjursart som beskrevs av Herbert 1958. Typhlodromus corticis ingår i släktet Typhlodromus och familjen Phytoseiidae. Inga underarter finns listade i Catalogue of Life.